# Горы Таджикистана
Горы Таджикистана занимают 93 % территории страны и служат очагом современного оледенения. Почти 6 % территории республики (9000 км²), покрыты ледниками. Типичная горная страна с абсолютными высотами от 300 до 7495 м, относящимися к высочайшим горным системам.

## Описание
На северо-западе и в центральной части страны расположились — Туркестанский, Зеравшанский, Гиссарский и Алайский хребты; на юго-востоке — Памир со своими высочайшими пиками, один из которых пик Исмоила Сомони — 7495 метров (ранее Пик Коммунизма) и хребтами Академии Наук, Заалайский, Дарвазский, Петра Первого, Язгулемский, Рушанский и Северо-Аличурский. Горные вершины страны, являются источниками многочисленных водных потоков, которые вливаются в главные реки республики Сырдарью, Пяндж и Вахш. Более половины территории страны находится на высотах свыше 3000 м над уровнем моря.

## Вершины
| 1  | Пик Исмоила Сомони (в прошлом пик Коммунизма)          | 7495 м |
| 2  | Пик Ленина (в Таджикистане пик имени Абу али ибн Сины) | 7134 м |
| 3  | Пик Корженевской                                       | 7105 м |
| 4  | Пик Независимости (в прошлом пик Революции)            | 6974 м |
| 5  | Пик Москвы                                             | 6785 м |
| 6  | Пик Карла Маркса                                       | 6726 м |
| 7  | Пик Гармо                                              | 6595 м |
| 8  | Пик Энгельса                                           | 6510 м |
| 9  | Пик Советских Офицеров                                 | 6233 м |
| 10 | Пик Вудор                                              | 6132 м |
| 11 | Пик Северный Музкол                                    | 6128 м |
| 12 | Пик Мирсаид Миршакара                                  | 6096 м |
| 13 | Пик Паххор                                             | 6083 м |

## Горные цепи и хребты Таджикистана
- Хребет Академии наук
- Дарвазский хребет
- Хребет Музкол
- Зулумарт
- Рушанский хребет
- Хребет Северный Танымас
- Северо-Аличурский (Базардаринский) хребет
- Ишкашимский хребет
- Ванчский хребет и отроги
- Шугнанский хребет
- Южно-Аличурский хребет
- Сарыкольский хребет
- Массив Богчигир
- Горный узел Такали
- Туркестанский хребет
- Фанские горы
- Гиссарский хребет (участок западнее перевала Анзоб)
- Матчинский горный узел
- Зеравшанский хребет
- Каратегинский хребет

## Горные хребты
В Таджикистане располагаются следующие горные хребты:
Туркестанский хребет — длиной около 340 км, относится к Гиссаро-Алайской горной системе. С Алайским хребтом на востоке, смыкается через горный узел Матча, и простирается на запад до Самаркандской равнины. На высоте 3378 метров, через один из перевалов хребта — Шахристан, проходит шоссе Душанбе — Худжанд.
Зеравшанский хребет — простирающийся на 370 км, с многочисленными поперечными долинами на северном склоне, откуда стекаются левые притоки реки Зеравшан. Высшая точка — гора Чимтарга (5489 м). На хребте, расположены около 560 ледников общей площадью 270 км²
Гиссарский хребет — длиной около 200 км. Проходит южнее Зеравшанского хребта и севернее Душанбе через Гиссарский район.
Алайский хребет — входит в горную систему Памиро-Алай и по территории Таджикистана, проходит частично. Хребет изобилует ледниками и почти на всём протяжении покрыт вечным снегом, особенно на западе. Площадь оледенения 568 км².
Хребет Академии Наук — протяжённостью около 110 км. Высшая точка хребта — пик Исмоила Сомони (7495 м) — высшая точка Таджикистана.
Хребет Петра I — горный хребет на Западном Памир, между реками Сурхоб и Обихингоу. Отходит на запад от хребта Академии Наук. Длина хребта составляет около 200 км, средняя высота — 4300 м на западе и 6000 м на востоке. Высшая точка — пик Москва (6785 м). 
Бабатаг — горный хребет, протянувшийся почти на 125 км на границе Таджикистана и Узбекистана, между реками Сурхандарья и Кафирниган (правые притоки Амударьи). Его высота достигает 2292 м.

## Галерея

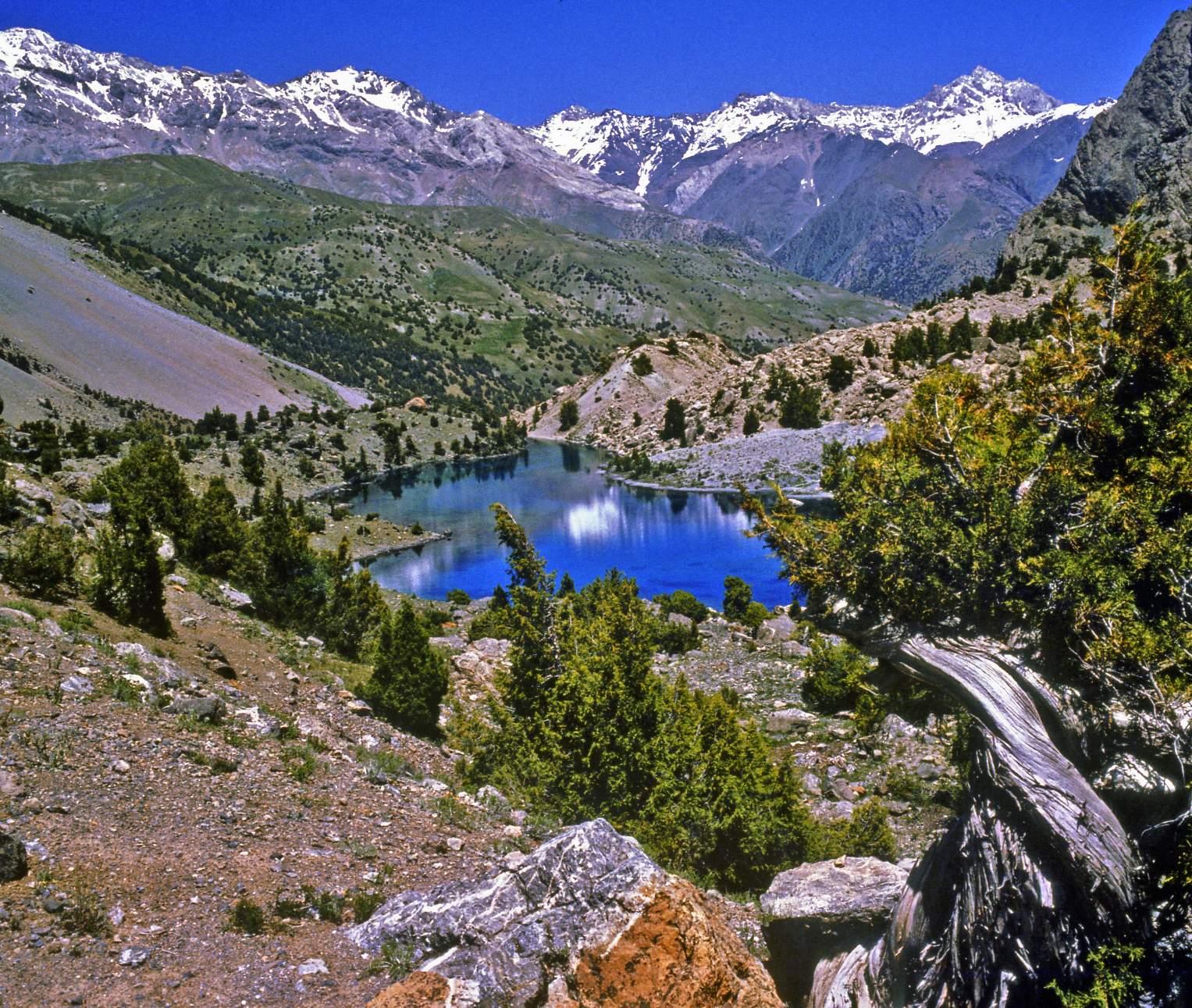
Фанские горы
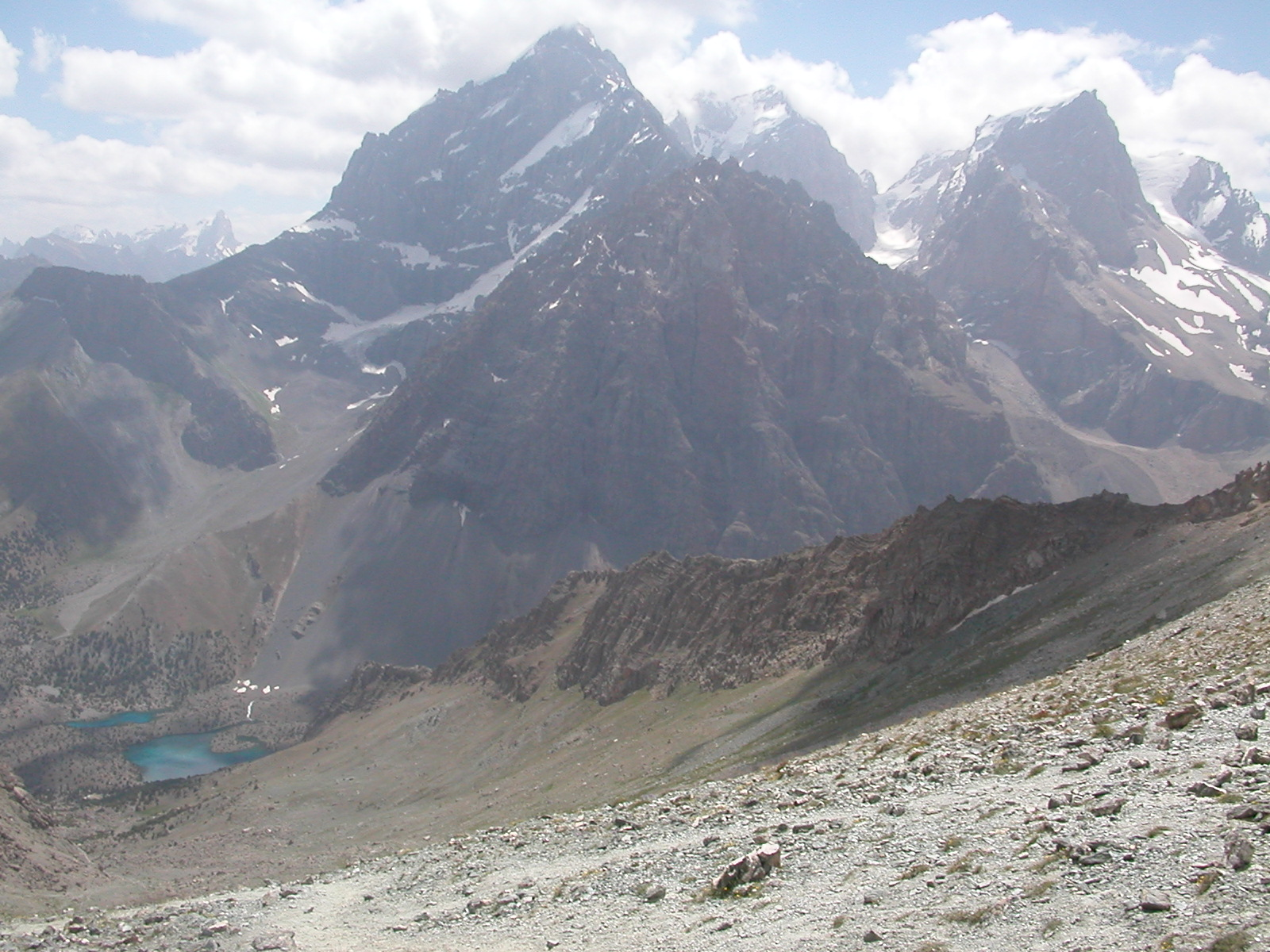
Пики Чапдара и Бодхона
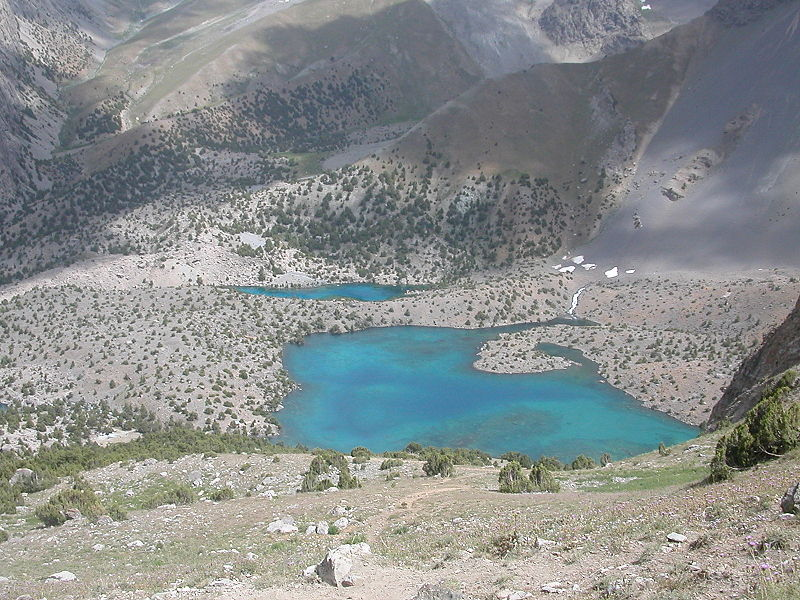
Алаудинские озёра
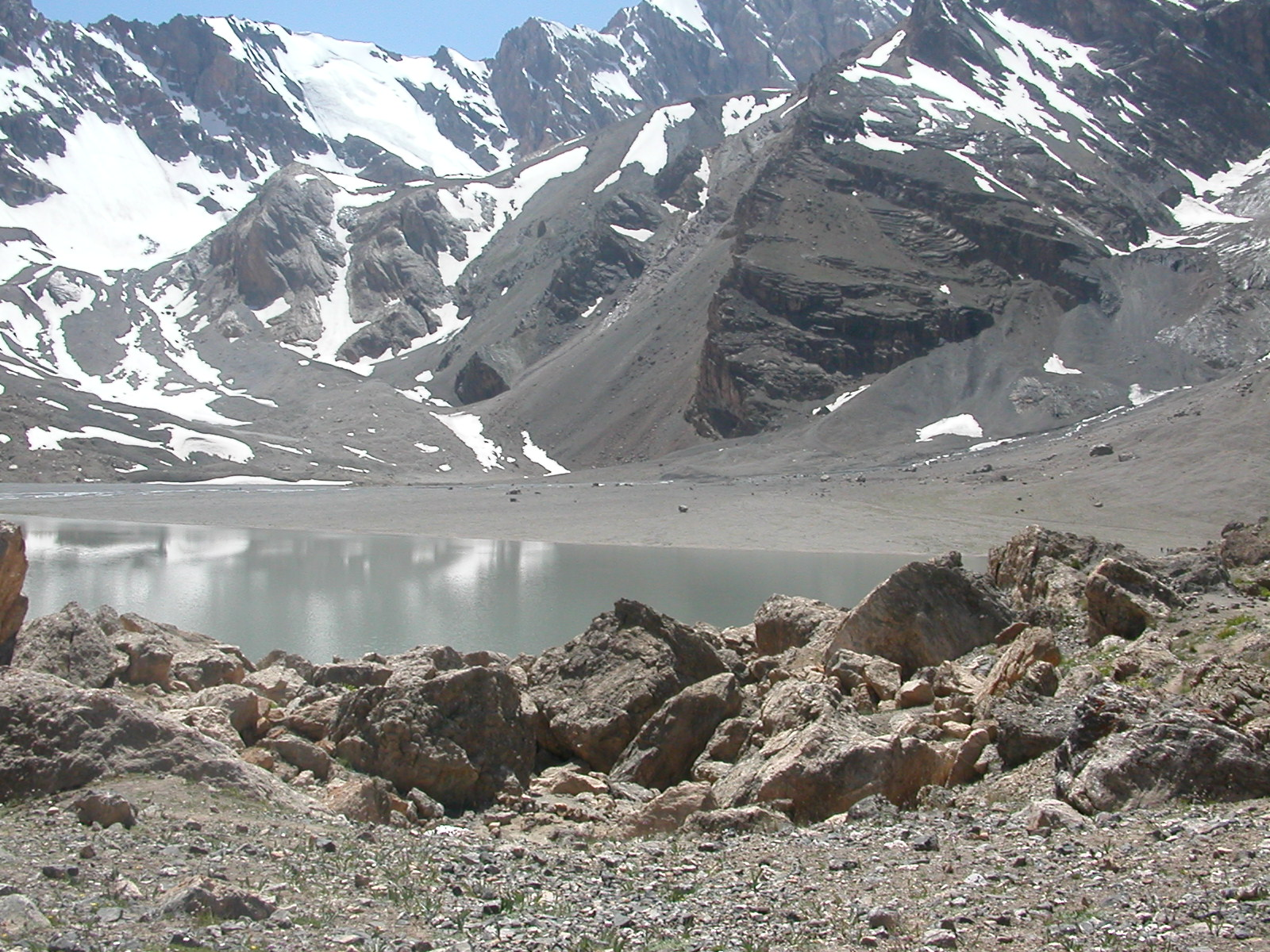
Мутные озёра
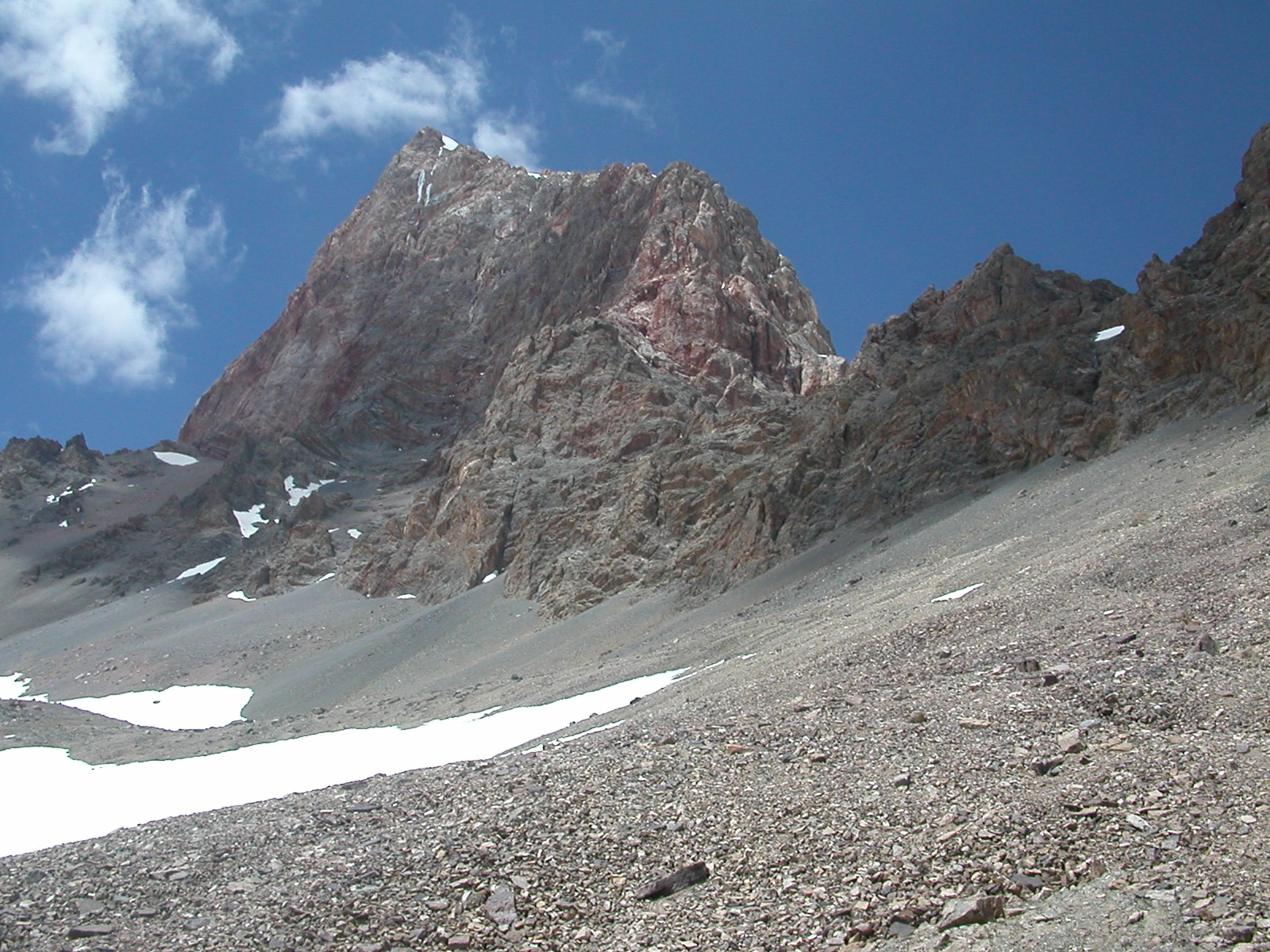
Пик Чимтарга